# Филип Антигонид
Вижте пояснителната страница за други личности с името Филип.
Филип (на старогръцки: Φίλιππος) от династията Антигониди e македонски военачалник през диадохските войни.
Филип е син на диадох Антигон I Монофталм († 301 г. пр. Хр.) и Стратоника († след 297 г. пр. Хр.), която произлиза вероятно от македонския царски род на Аргеадите. Той е брат на Деметрий Полиоркет († 283 г. пр. Хр.), цар на Древна Македония (294-288 г. пр. Хр.).
Филип е през 310 г. пр. Хр. генерал при баща си. Той подчинява Фойникс, сатрапа на Фригия.
Той умира вероятно най-късно през пролетта 306 г. пр. Хр., понеже не е споменат при издигането на баща му за цар същата година.